# Buchema
Buchema is een geslacht van weekdieren uit de klasse van de Gastropoda (slakken).

## Soorten
- Buchema bellula (E. A. Smith, 1882)
- Buchema dichroma Kilburn, 1988
- Buchema granulosa (Sowerby I, 1834)
- Buchema hadromeres (Melvill, 1927)
- Buchema interpleura (Dall & Simpson, 1901)
- Buchema interstrigata (E. A. Smith, 1882)
- Buchema liella (Corea, 1934)
- Buchema melanacme (E. A. Smith, 1882)
- Buchema nigra Fallon, 2010
- Buchema primula (Melvill, 1923)
- Buchema shearmani Morassi & Bonfitto, 2013
- Buchema tainoa (Corea, 1934)